# Радваниці (гміна)
Гміна Радваниці (пол. Gmina Radwanice) — сільська гміна у південно-західній Польщі. Належить до Польковицького повіту Нижньосілезького воєводства.
Станом на 31 грудня 2011 у гміні проживало 4642 особи.

## Площа
Згідно з даними за 2007 рік площа гміни становила 83.97 км², у тому числі:
- орні землі: 77.00%
- ліси: 14.00%

Таким чином, площа гміни становить 10.77% площі повіту.

## Населення
Станом на 31 грудня 2011:
| Опис     | Загалом | Загалом | Чоловіки | Чоловіки | Жінки | Жінки |
| -------- | ------- | ------- | -------- | -------- | ----- | ----- |
| одиниця  | осіб    | %       | осіб     | %        | осіб  | %     |
| все      | 4642    | 100     | 2354     | 50.71    | 2288  | 49.29 |
| міське   | 0       | 100     | 0        |          | 0     |       |
| сільське | 4642    | 100     | 2354     | 50.71    | 2288  | 49.29 |

## Сусідні гміни
Гміна Радваніце межує з такими гмінами: Хоцянув, Ґавожице, Єжманова, Польковіце, Пшемкув, Жуковіце.